# أشرف عبد الغفور
أشرف عبد الغفور (22 يونيو 1942 - 3 ديسمبر 2023) ممثل مصري من مواليد مدينة المحلة الكبرى، وهو نقيب سابق للممثلين.

## سيرته الفنية
اشتهر بأداء أدوار في المسلسلات التاريخية. حصل على دبلوم المعهد العالي للمسرح قسم تمثيل عام 1963، وتولى منصب نقيب الممثلين من عام 2012 إلى عام 2015.

### في المسرح
شهد المسرح أولى خطواته الفنية، وكانت البداية عام 1962 بمسرحية «جلفدان هانم». وآخر أعماله المسرحية دور «جلوستر» في مسرحية «الملك لير» عام 2008 بطولة يحيى الفخراني وإخراج أحمد عبد الحليم وترجمة الدكتورة فاطمة موسى عن رواية الأديب العالمي شكسبير.
- مسرحية «جلفدان هانم»: عام 1962.
- مسرحية «سليمان الحلبي».
- مسرحية «ثلاث ليال»: عام 1965.
- مسرحية «موتى بلا قبور»: 1966.
- مسرحية «مصرع جيفارا»: 1968.
- مسرحية «وطني عكا»: 1968.
- مسرحية «النار والزيتون»: 1969.
- مسرحية «الملك لير»: 2008.

### في السينما
- «الشيطان»: عام 1969 للمخرج محمد سلمان وقصة وسيناريو وحوار أحمد ثروت.
- «رجال في المصيدة»: عام 1971 إخراج محمود فريد وسيناريو وحوار محمد إسماعيل رضوان عن قصة ليسري الإبياري.
- «بلا رحمة»: سنة 1971 إخراج نيازي مصطفى تأليف رؤوف حلمي قصة وسيناريو وحوار أحمد عبد الوهاب.
- «دعوة للحياة»: سنة 1972 إخراج وتأليف مدحت بكير.
- «صوت الحب»: عام 1973 من إخراج حلمي رفلة وقصة وسيناريو وحوار عدلي المولد المحامي.
- «الشوارع الخلفية»: عام 1974 للمخرج كمال عطية وسيناريو وحوار عبد المجيد أبو زيد عن قصة عبد الرحمن الشرقاوي.
- «لا شيء يهم»: عام 1975 إخراج حسين كمال والسيناريو والحوار لممدوح الليثي عن قصة الكاتب إحسان عبد القدوس.

### في التلفزيون
- مسلسل «القاهرة والناس» عام 1967.
- مسلسل «دعاء الماضي».
- مسلسل «حسابي مع الأيام».
- مسلسل «نفوس معذبة».
- مسلسل «زهرة الجبل».
- مسلسل «فارس بلا جواد» عام 2002 بطولة وتأليف محمد صبحي وإخراج أحمد بدر الدين.
- مسلسل «حضرة المتهم أبي» للكاتب محمد جلال عبد القوي والمخرجة رباب حسين.
- مسلسل «يتربى في عزو» عام 2007 تأليف يوسف معاطي وإخراج مجدي أبو عميرة.

إضافة إلى تقديمه عددًا من السهرات التلفازية ومنها «المواجهة» التي نال عنها جائزة أولى.
وفاز أشرف عبد الغفور بمنصب نقيب الممثلين بفارق أصوات كبير وصل إلى 500 صوت تقريبًا.

### أدواره التاريخية
اشتهر عبد الغفور بأدواره التاريخية والدينية من خلال الدراما التلفزيونية، ومنها أدواره في مسلسلي «محمد رسول الله»، و«الإمام مالك»، وتجسيده لشخصية «سعيد بن جبير» في «مسلسل عظماء في التاريخ»، وشخصية الخليفة العباسي «موسى الهادي» في مسلسل «هارون الرشيد»، ودور سلطان العلماء العز بن عبد السلام في «مسلسل أئمة الهدى»، بالإضافة إلى مشاركته في عروض أوبريت «الليالي المحمدية» وحلقات برنامج «أسماء الله الحسنى»، ومسلسل «معاوية» الذي جسد فيه شخصية الصحابي أبو أيوب الأنصاري. فضلاً عن الأداء الصوتي الذي قدمه لعدد من الكتب ضمن سلسلة «الكتاب المسموع».

### أعماله التاريخية
- مسلسل عمر بن عبد العزيز: بدور الوليد بن عبد الملك.
- مسلسل مفتش المباحث.
- مسلسل صعاليك ولكن شعراء.
- مسلسل ابن تيمية.
- مسلسل الوهم والحقيقة.
- مسلسل داليا المصرية.
- مسلسل هارون الرشيد.
- مسلسل يتربى في عزو.
- مسلسل حبيب الروح.
- مسلسل حضرة المتهم أبي.
- المسلسل الإذاعي الإمام مسلم، (المؤلف وليد برهام، المخرج محمود محجوب).

## حياته الشخصية
متزوِّج ابنة عمِّه، وهو والد الفنانة ريهام عبد الغفور، وتامر عبد الغفور، وريم عبد الغفور، وجدٌّ لخمسة أحفاد (أشرف، وتامر، ومنة الله، ومحمد، وعمرن أولاد ريم. ويوسف ابن ريهام).

## وفاته
توفي أشرف عبد الغفور يوم الأحد 19 جُمادى الأولى 1445هـ الموافق 3 ديسمبر 2023م، عن عمر ناهز الحادية والثمانين بعد تعرُّضه لحادث سير على طريق مصر إسكندرية الصحراوي، وكانت برفقته زوجته التي نجت من الحادث.

## وصلات خارجية
- أشرف عبد الغفور على موقع IMDb (الإنجليزية)
- أشرف عبد الغفور على موقع الدهليز
- أشرف عبد الغفور على موقع قاعدة بيانات الأفلام العربية
- أشرف عبد الغفور على موقع قاعدة بيانات الفيلم (الإنجليزية)